# Хуан де ла Серда
Хуан де ла Серда (исп. Juan de la Cerda; 1485, Эль-Пуэрто-де-Санта-Мария, Кадис — 20 января 1544, Когольюдо, Гвадалахара) — испанский аристократ, 2-й герцог Мединасели, граф Эль-Пуэрто-де-Санта-Мария и маркиз де Когольюдо (1501—1544).

## Биография
Единственный сын Луиса де ла Серда (ок. 1442—1501), 1-го герцога Мединасели и графа Эль-Пуэрто, и его третьей жены Каталины Вике де Орехон де Эль-Пуэрто-де-Санта-Мария, которая, в свою очередь, была дочерью Гаресерана де Вике и Беатрис де Орехон.
После смерти отца в 1501 году Хуан столкнулся со своим дядей Иньиго Лопесом де Мендосой, сеньором де Мьедес (ок. 1448—1502), который считал его незаконнорожденным. Тем не менее, католические короли Изабелла и Фердинанд оказали Хуану всю свою поддержку, и он смог, всего в шестнадцать лет, вступить в управление отцовским майоратом без юридических проблем. Он также урегулировал судебный процесс о владении Уэльвой, которое по постановлению короля Фердинанда Католика в 1505 году было передано дому Гусман, в обмен на что герцог Мединасели получил денежную компенсацию.
Во время завоевания Наварры он участвовал с восемьюдесятью копьями, а также был членом Королевского совета. В своем графстве Эль-Пуэрто-де-Санта-Мария он основал монастырь Ла-Виктория для ордена Минимум Сан-Франциско-де-Паула, с первоначальной целью, чтобы она впоследствии служила пантеоном его дома (хотя так не получилось) Мединасели.
Хуан де ла Серда скончался 20 января 1544 года во дворце Когольюдо, перед чем попросил, чтобы его тело покоилось в монастыре Санта-Мария-де-ла-Уэрта.

## Браки и потомство
Герцог Мединасели женился дважды. Первый с Менсией Мануэль де Португал, дамой королевы и дочерью Алонсо де Поргуала, графа Фару, и его женой Марией де Норонья. У супругов было двое сыновей:
- Луис де ла Серда (ок. 1506—1536), который женился на Ане де Мендоса, дочери герцогов Инфантадо, и умер раньше своего отца, не оставив потомства
- Гастон де ла Серда (ок. 1507—1552), 3-й герцог Мединасели, граф Эль-Пуэрто-де-Санта-Мария и маркиз Когольюдо (1544—1552). Был женат, но не оставил потомства.

Его второй женой стала Мария де Сильва-и-Толедо, дочь Хуана де Сильва-и-Кастаньеда, 3-го графа Сифуэнтес, и его жены Каталины де Толедо. С ней у него было двое сыновей:
- Хуан де ла Серда (ок. 1514—1575), преемник своего старшего сводного брата на посту 4-го герцога Мединасели, графа Эль-Пуэрто-де-Санта-Мария и маркиза Когольюдо.
- Фернандо де ла Серда (1516—1579), рыцарь Ордена Алькантары, командор Бенифайена и Эспаррагоса-де-Лареса, дворянин палаты королей Карлоса I и Фелипе II. Женат на Анне де Тьелуа, даме королевы Елизаветы Валуа.